# Koninklijk Instituut Woluwe

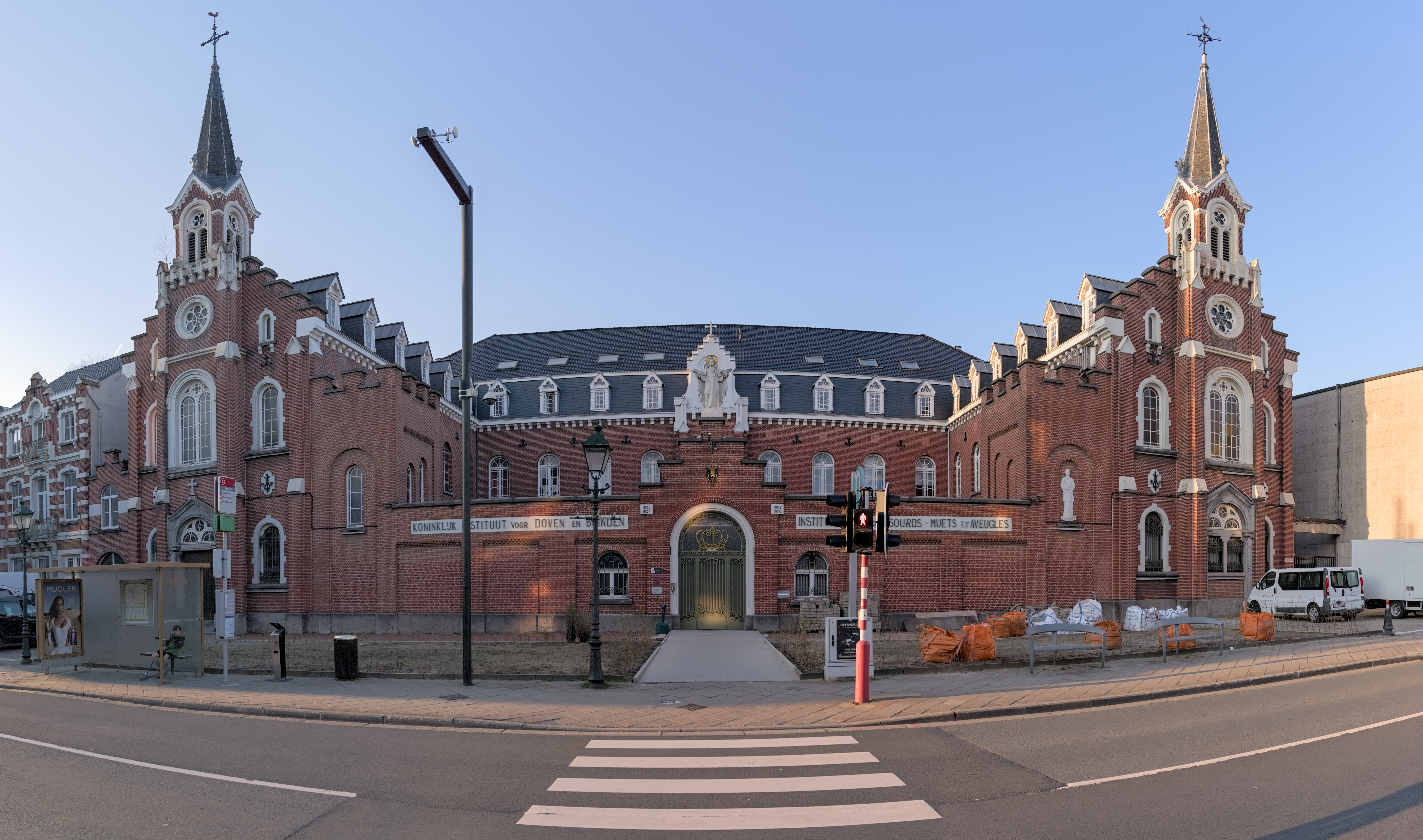
Neugotische Bau von 1878

Das Koninklijk Instituut Woluwe ist ein orthopädisches Zentrum der Broeders van Liefde. Das Orthopädagogische Zentrum ist die Dachorganisation eines Multifunktionszentrums (ehemals Medizinisch-Pädagogisches Institut) und einer Schule für Primar- und Sekundarschulpädagogik. OC Woluwe bietet angepasste Bildung und geeignete Erziehung für Kinder und Jugendliche mit:
- Hör-, Sprach- oder Sehstörungen (wie Aphasie),
- Sehbehinderung,
- psychosoziale Behinderung,
- Autismus.

Das Institut befindet sich in der Georges Henrilaan in Sint-Lambrechts-Woluwe.

## Geschichte
Das Institut wurde 1835 in der Violettestraat in Brüssel auf Initiative von Kanoniker Peter Joseph Triest, dem Gründer der Kongregation der Broeders van Liefde, gegründet. Im Jahr 1878 zog es an seinen heutigen Standort in der Georges Henrilaan in Sint-Lambrechts-Woluwe.
Das Institut war die erste Einrichtung, die die Brailleschrift als Lese- und Schreibmethode für den Blindenunterricht einsetzte. 1935 wurde in Belgien die erste Klasse für sehbehinderte Kinder eingerichtet. Darüber hinaus hat das Institut eigene kreative Methoden zur Erziehung hörgeschädigter Jugendlicher entwickelt (u. a. das Assisterend Kinemen Alfabet (Assistive Child Alphabet)) und neue pädagogische Trends aktiv verfolgt.